# История Иркутской области
История Иркутской области

## Древнее время и до XII века
Археологические исследования последних лет раскрыли существование в Иркутской губернии, в долинах реки Ангары и её притоков людей каменного века, современников мамонта и допотопного быка, в разных местах найдены оружие, украшения и утварь каменного периода. В этих же местах найдено также немало вещей, относящихся к периодам знакомства человека с металлами.
Заселение территории Иркутской области началось в эпоху палеолита.
На местонахождении Георгиевское-1 найдены артефакты нижнего палеолита.
К среднему палеолиту относится стоянка Игетейский лог III.
Листовидные и овальные бифасы начального верхнего палеолита на памятниках Прибайкалья Мальта́, Курчатовский залив, Леоново-1,3, Мыс Дунайский-3 и Левобережный Калтук датируются первой половиной морской изотопной стадии MIS 3. К позднему палеолиту относятся стоянки Мальта́, Буреть, Игетейский лог I, Макарово III, Макарово-4, Красный Яр, Сосновый Бор слой 4, Глазковский некрополь и другие. На территории Иркутска к верхнему палеолиту относятся стоянки: Военный госпиталь, им. Арембовского, Щапова I-III, Переселенческий Пункт, им. Герасимова, Мамоны II, нижние горизонты Верхоленской горы I, Роща «Звёздочка». Стоянка Щапова I датируется радиоуглеродным методом возрастом 39 900±1285 л. н., стоянка им. Герасимова — 36 750±380 — 26 985±345 л. н., стоянка Мамоны–II — 31 400±150 л. н., стоянка Военный госпиталь — 22 900±500 — 29 700±500 л. н., Верхоленская гора–I слой 3 — 12 570±180 лет назад.
В Усольском районе у деревни Буреть находится верхнепалеолитическая стоянка Буреть, у села Мальта́ — стоянка Мальта́. У мальчика MA-1 со стоянки Мальта́, жившего 24 тыс. лет назад, была Y-хромосомная гаплогруппа R* и митохондриальная гаплогруппа U. Эти стоянки, относящиеся к мальтинско-буретской культуре, известны находками палеолитических венер.
Многослойная стоянка Коврижка IV в Бодайбинском районе датируется возрастом 15—18 тыс. лет назад.
Изучение митохондриальной ДНК в палеопопуляциях ранненеолитической китойской культуры (могильник Локомотив в верхнем течении Ангары, в зоне города Иркутск) и сменяющей её исаковской культуры развитого неолита (могильник Усть-Ида I на средней Ангаре) позволило сделать вывод о генетической взаимосвязи населения этих культур.
В могильнике Шаманка II, расположенном неподалёку от Слюдянки на юго-западном побережье озера Байкал на западной экспозиции склона второго холма Шаманского мыса зафиксирован культурный слой, содержащий находки раннего неолита — бронзового века.
На стоянках эпохи неолита и бронзового века в Прибайкалье (Локомотив, Шаманка II, Усть-Ида, Курма XI) определены Y-хромосомные гаплогруппы R1a1, K (N1a1-TAT>F1419>Y24317>pre-B187, образец DA345, ~ 3000 лет до н. э., Усть-Ида, исаковская культура, поздний неолит), С3, Q1a3 и E-L914. На участке Локомотив Глазковского некрополя (8000—6800 л. н.) определены Y-хромосомные гаплогруппы R1a1-M17 (LOK_1980.006 и LOK_1981.024.01), K (N1a2-pre-L666, образец DA359, ~ 4700 лет до н. э., китойская культура, ранний неолит), С3 и митохондриальные гаплогруппы F, A, D, C, U5a, G2a. На стоянке Шаманка II определены Y-хромосомные гаплогруппы K и митохондриальные гаплогруппы A, D, C, G2a. У образцов неолита со стоянки Шаманка определены Y-хромосомные гаплогруппы N1a2-L666 (образцы DA245, DA248, DA250, DA251 и DA362), китойская культура), N2-Y6503 (образец DA247) и митохондриальные гаплогруппы C4, G2a1, D4e1, D4j, у образцов эпохи бронзы — Y-хромосомные гаплогруппы Q1a2a-L53, Q1a2a1c-L330 и митохондриальные гаплогруппы C4a1a3, C4a2a1, F1b1b, G2a1. На стоянке Курма XI позднего неолита—ранней бронзы определены митохондриальные гаплогруппы A, D, F, Z и Y-хромосомная гаплогруппа Q.
В рационе собак, живших в районе Байкала 7400–6300 л. н., значительное количество белка было получено из пресноводных источников.
У образца irk40 (5567 лет до настоящего времени) определили Y-хромосомную гаплогруппу Q-YP4004>Q-YP4004*.
У представителя усть-бельской культуры I1526 со стоянки Усть-Белая II на Ангаре в Усольском районе (4410 — 4100 лет до настоящего времени) определены митохондриальная гаплогруппа C4a1a3 и Y-хромосомная гаплогруппа Q1a2a.

## XII—XVIII века
Наиболее раннее историческое известие о местном населении Приангарского края, относится к концу XII века, то есть ко времени, как предполагают, занятия этих мест бурятами. Ко времени появления русских на берегах реки Ангары буряты были уже здесь наиболее многочисленным и сильным народом, там же жили и тунгусы. До прихода русских эта территория входила в составы многих протомонгольских и монгольских государств, сменявших друг друга.
В архиве древних актов выявлено донесение енисейского воеводы И. И. Ржевского в Сибирский приказ. В нём содержится подробное изложение обстоятельств основания Иркутского острога енисейским сыном боярским Яковом Ивановичем Похабовым летом 1661 года.
В 1628 г. в среднем течении Ангары возник первый на этой реке острог — Рыбинский. В 1630 г. основано Илимское зимовье, на волоке, ведущем на реку Лену, а на последней Никольский погост, переименованный в 1655 г. в Киренский острог. В 1652 г. положено основание Иркутскому ясачному зимовью, а в 1654 г. заложен в самом центре бурятских кочёвок Балаганский острог.
Первым приказчиком нового острога был назначен казачий десятник Павел Новичков. Под его командой находилось 20 служилых людей. Сначала острог назывался Яндашским, по имени местного князца Яндаша Дороги, но уже с 1662 года он стал именоваться Иркутским (в старину писали «Иркуцкий»), так как находился недалеко от устья притока Ангары — Иркута.
В трудных условиях и с ограниченными средствами, переселенцы в Сибири завели пашни, покосы, построили заимки, деревни, сёла и города, соляные варницы, мукомольные мельницы, кузницы, добывали железную руду и плавили железо, отыскивали слюду, а позже серебро, золото и другие полезные ископаемые, занимались промыслами и ремёслами, заложили основы промышленности, создали очаги культуры на сибирских окраинах России. Постепенно край стал превращаться в губернию и на её территории насчитывалось более 500 населённых пунктов. Население росло в связи с прибытием новых партий русских переселенцев и ссыльных.
В 1700 году Иркутск стал центром этих обменов, а также центром управления всей приграничной горнодобывающей и заводской промышленности. Ему были приписаны первые рудники Забайкалья. В 1717 году влияние Иркутского региона распространяется на Якутск, более древний центр освоения Северной Сибири.
В 1708 г. был ликвидирован Сибирский приказ и образована Сибирская губерния.
В 1719 году Иркутск становится одним из пяти главных городов вновь учреждённой Сибирской губернии. В 1724 году образована Иркутская провинция в составе Сибирской губернии. В состав провинции входили города Иркутск, Верхнеудинск, Илимск, Киренск, Нерчинск, Нижнеудинск и Якутск. В те же годы он становится и важнейшим религиозным центром. В связи с отказом в пропуске в Китай епископу-миссионеру здесь организуется первосвятительская церковная кафедра, крупнейшая после Тобольской.
В 1736 году Сибирская губерния впервые делится на две части, открывая тем самым конкуренцию Восточной и Западной Сибири, Тобольска и Иркутска. Запад Сибири в этом соперничестве козырял древностью, близостью к коренной России и европейским рынкам сбыта, но победа осталась за молодым востоком, где оказалась основная часть минеральных ресурсов.
В 1764 году из состава Сибирской губернии выделяется Иркутская губерния. В 1783 году, открывается Иркутское наместничество. В 1799 — 1801 годах Иркутск был штаб-квартирой Российско-Американской компании (сохранилось мемориальное здание её первой конторы). Иркутск становится не только пограничным, но и океанским городом. Государственные экспедиции, организуемые российским правительством на Дальний Восток, в Якутию, Монголию, Китай, на Аляску, также формировались в Иркутске. Отсюда началось второе заселение берегов Амура. Через Иркутск ехали все посольства в Пекин, проходили караванные торговые пути в Монголию и Китай. Оптовая торговля в Восточной Сибири тоже была сосредоточена преимущественно в руках иркутских купцов.

## XIX век
В начале XIX века Иркутск становится официальной резиденцией сибирского генерал-губернатора и столицей Восточной Сибири. В 1805 г. из Иркутской губернии была выделена Якутская область. В 1818 году сибирским губернатором назначается выдающийся юрист Михаил Сперанский. Город превращается в центр местного законодательного творчества. Здесь создавались и обкатывались законодательные акты по управлению Сибирью и её народами. Позднее Сперанский явился составителем первого за три столетия Свода законов, и можно предположить, что этот Свод законов вчерне также обкатывался в Сибири. Правовая культура, подобранной Сперанским управленческой команды ещё резче выделила иркутское чиновничество не только на сибирском, но и на общероссийском фоне.
В 1822 г. создано Восточно-Сибирское генерал-губернаторство (с 1887 Иркутское генерал-губернаторство).
К 1825 году, когда умер Александр I, Иркутск занял второе место в Сибири по населению и первое — по количеству зарегистрированных купцов (финансовая и промышленная элита всего региона). Только в Тобольске населения по инерции было немного больше, но он хирел. Границы его влияния были чётко определены, петербургский контроль ощущался значительно сильнее. Первой столице Сибири уже некуда было развиваться.
А Иркутский регион продолжал развиваться. Укреплялись связи с Китаем, медленно распространяли влияние в Монголии, удерживали берега Северного Ледовитого и Тихого океанов. Растущий регион укреплял и рост своего центра.
Значительное влияние на повышение общественного статуса сибирской столицы оказала высылка осуждённых декабристов. Их рассеяли по всей Сибири, но только Иркутск оказался местом их последующего сосредоточения. Этот своеобразный «культурный десант» существенно подстегнул развитие города. Но ещё больше подстегнуло его открытие золотоносных провинций. До открытия Калифорнийских месторождений в 1849 году Иркутск до второй четверти XIX века был центром контроля золотодобычи мирового значения.
1848 год — это расцвет Иркутска. Начало губернаторства Муравьёва (будущего графа Амурского) ознаменовалось новым решительным натиском на восток, в результате чего России были возвращены области, утраченные некогда по Нерчинскому договору. Однако Приамурский и Приморский регионы сразу начали проявлять стремление к обособлению и к самостоятельному строительству местных центров. Чуть погодя от Сибири откалывается Аляска. Восточные проекты, в частности Маньчжурский и Приморский регионы, развиваются все активнее. На роль противоположного Петербургу пограничного центра, естественно, начинает претендовать Владивосток.
С 1851 г., со времени отделения Забайкальской области, Иркутская губерния является в настоящих своих границах.
В конце XIX века территория нынешней Иркутской области называлась Иркутская губерния.

## XX век

### Предреволюционный период
Японская война 1905 года остановила стремительное падение Иркутска как центра Сибири и вернула сюда часть столичных функций. Люди, ринувшиеся было в район Сахалина и Харбина, вновь начали оседать здесь. Продолжается быстрое экономическое развитие Иркутской губернии, связанное со строительством Транс-Сибирской магистрали.

### Революция и гражданская война
После Февральской революции в 1917 году существовавшее до этого Иркутское генерал-губернаторство, в которое входили Иркутская и Енисейская губернии, Забайкальская и Якутская области, прекратило своё существование.
На территории области разворачивались драматические события Гражданской войны 1917—1922 гг. После Октябрьской революции 1917 года большевики сломали годами складывающуюся систему самоорганизации производства, национализировали акционерные и частные промышленные предприятия и даже небольшие кустарные мастерские. Вся продукция объявлялась собственностью государства и подлежала централизованному распределению. Исчезли экономические стимулы, нарушились производственные связи. Рыночная экономика была заменена административно-командной системой.
Также действовало Сибирское антибольшевистское правительство, красные партизаны и отряды колчаковцев и атамана Семёнова. В 1920 году в Иркутске был расстрелян адмирал А. В. Колчак.

### Межвоенный период
15 августа 1924 территория Иркутской губернии была разделена на 3 округа — Иркутский, Тулунский, Киренский и 2 промышленных района — Черемховский и Бодайбинский.
С 1925 г. по 1930 г. территория Иркутска входила в Сибирский край (краевой центр — город Новосибирск), 28 июня 1926 года постановлением ВЦИК Иркутская губерния упразднена, а на её территории созданы 3 округа — Иркутский, Тулунский и Киренский, а с 1930 г. и до 1936 г. входила в Восточно-Сибирский край, в 1936—1937 годах — в Восточно-Сибирскую область (краевым и областным центром был город Иркутск).
26 сентября 1937 года постановлением ЦИК СССР была образована Иркутская область (областной центр — город Иркутск). 15 января 1938 года Верховный Совет СССР утвердил создание области.

### Великая Отечественная война
Великая Отечественная война обескровила иркутскую деревню. Огромное количество мужчин было призвано на фронт. Их доля в общей численности населения области сократилась с 51 % в 1940 году до 20 % в 1944. Сократился парк тракторов и комбайнов. Прекратилось поступление новой техники. Большое количество лошадей было направлено в армию. Основной силой колхозного и промышленного производства стали женщины и подростки. Именно на их плечи легла тяжесть забот по ведению хозяйства, выпуску продукции и обеспечения фронта и тыла продовольствием и оружием. За годы войны сократилось сельскохозяйственное производство, снизилось поголовье скота, в запущенном состоянии оказалось зерновое хозяйство. Однако, несмотря на трудности, вера в то, что «враг будет разбит и победа будет за нами», не позволяла пасть духом. Люди, не покладая рук, трудились на заводах, в колхозах, женщины и девушки освоили мужские профессии, встали к станкам, сели на тракторы и комбайны, подростки трудились у станков, ученики начальных классов были заняты на полях сбором колосков.
Крестьяне Иркутской области внесли свой вклад в разгром врага. Колхозы и совхозы за время войны сдали государству в фонд обороны 800 тысяч тонн зерна, 150 тысяч тонн картофеля и молока, 44 тысячи тонн мяса, 1.5 тысячи тонн шерсти.
В годы Великой Отечественной войны экономика оказалась ещё больше централизована и подчинена нуждам обороны. Промышленные предприятия перешли на выпуск военной продукции. Из западных районов в Иркутскую область эвакуировали 22 крупных предприятия машиностроения и лёгкой промышленности, 10 трестов и свыше 25 тыс. рабочих и специалистов.
Эвакуированные предприятия были быстро развернуты на базе действующих производств и в самые короткие сроки дали фронту необходимую продукцию. Так, на Иркутском заводе им. Куйбышева установили оборудование с машиностроительного завода из Краматорска, а в Черемхове разместили машиностроительное предприятие из Луганской области. Кроме того, в Иркутск прибыло оборудование с Днепропетровской обувной фабрики, а в Усолье-Сибирском, Тельме и Черемхове наладили производство эвакуированные из Одессы и Днепропетровска швейные фабрики.
Война потребовала величайшего напряжения сил. На предприятиях организовывались фронтовые бригады, перевыполнявшие дневные планы. Получил распространение девиз: «Не выполнив задания — не уходи с работы». Сверхурочный труд детей, подростков, девушек и женщин стал нормой. Население области собирало тёплые вещи для фронта. Все работающие отчисляли из своего заработка деньги в фонд победы, подписывались на военные займы.
Всего за годы войны промышленность области освоила выпуск 50 наименований вооружения, боеприпасов, снаряжения и продуктов питания для фронта. Повысилась роль Иркутского угольного бассейна как важнейшего топливно-энергетического района на востоке страны. Появлялись новые отрасли промышленности. Расширилась производственная база существующих предприятий станкостроения и тяжелого машиностроения, пищевой и лёгкой промышленности.
Всего за период с 1940 по 1945 года объём продукции промышленности увеличился на 21 % и в 1945 году превысил уровень 1913 года в 13,8 раза.

### Послевоенное время
После войны началась первая послевоенная пятилетка и промышленность переводилась на мирные рельсы. Иркутский завод тяжёлого машиностроения освоил выпуск новых видов машин для металлургической, нефтяной и золотодобывающей промышленности. В Черемхове приступили к созданию Новогришинского угольного разреза с обогатительной фабрикой, второй и третьей очереди Храмцовского разреза и Храмцовской обогатительной фабрики, а также шахты № 6. В Усолье-Сибирском началось строительство машиностроительного завода по производству горного оборудования и нового крупнейшего в стране солеваренного завода. Строились Бирюсинский и Тулунский гидролизные заводы. Возобновилась прокладка железной дороги Тайшет — Лена, что открыло возможность для освоения природных богатств средней Ангары.
Весной 1945 года на берегу Ангары, недалеко от Иркутска, между станцией Суховской и Китой, развернулась подготовка к строительству крупнейшего в стране химического комбината и города, названного Ангарском. Этим было положено начало созданию новой для Восточной Сибири и Дальнего Востока отрасли нефтехимической промышленности.
В 1951—1955 годов начал формироваться современный индустриальный облик региона. В то же время строился Иркутская ГЭС. На Ангаре, в Падунском створе, развернулись подготовительные работы по сооружению Братской ГЭС. На реке Лене началось строительство крупнейшего порта Осетрово. Продолжалось сооружение промышленных предприятий в Ангарске, где в строй действующих вводились отдельные цехи первого в Восточной Сибири нефтехимического комбината. В окрестностях Иркутска в 1951 году приступили к строительству алюминиевого завода и города Шелехова. В 1959 году приступили к строительству Байкальского целлюлозно-бумажного комбината и города Байкальска. Выпущена первая партия белоснежной соли «Экстра». Начал действовать Осетровский речной порт. В декабре 1960 года дал первый металл Иркутский алюминиевый завод. Быстро рос город металлургов Шелехов. Открыто движение поездов на горном участке Иркутск — Слюдянка. Электрифицированы участок Транссибирской магистрали от Черемхова до Иркутска и 700-километровая железная дорога Тайшет — Лена, сданная в эксплуатацию в 1958 году. Прокладывалась железная дорога Абакан — Тайшет. На Илиме возводился Коршуновский горно-обогатительный комбинат и строился город Железногорск. В Иркутске сооружались телецентр, хладокомбинат, студенческий и академический городки.
С июня 1957 года в СССР управление промышленностью и строительством перешло к совнархозам. Иркутский совнархоз объединил около 250 предприятий и 25 отраслей промышленности, производивших 75 % общего объёма продукции Иркутской области.
В августе 1958 года в Иркутске прошла представительная конференция по развитию производительных и промышленных сил Восточной Сибири, на которой обсуждались экономические проблемы области. В её работе приняли участие 600 организаций, в том числе более 100 институтов АН СССР и вузов. Материалы конференции взяты за основу при разработке новых проектов индустриализации. В 1973 году сдана в постоянную эксплуатацию железная дорога Хребтовая — Усть-Илимск протяженностью 214 км. В 1974 году приступили к строительству Западного участка БАМа (прокладка этой железнодорожной магистрали, севернее Байкала, с выходом к Тихому океану в районе Императорской гавани, планировалась ещё в дореволюционный период). К концу пятилетки на БАМе сооружено 13 мостов, в том числе два крупных через Лену и Таюру. На участке Тайшет — Лена прокладывался второй путь. За годы индустриализации Иркутская область стала крупнейшим центром энергетики и энергоёмких производств. Здесь получили развитие цветная металлургия, нефтехимическая и целлюлозно-бумажная промышленность, деревообрабатывающая промышленность, машиностроение, добыча ценных полезных ископаемых. Область превратилась в важнейшего поставщика алюминия, нефтепродуктов, леса, целлюлозы и бумаги, продуктов органического синтеза, каменного угля. По уровню промышленного роста, степени освоения природных ресурсов, специализации и концентрации промышленного производства она опередила многие другие области, края и республики Сибири и Дальнего Востока.
В середине 80-х годов началась «перестройка», которая внесла существенные изменения в экономическую, политическую, демографическую и социальную жизнь всего СССР, не исключением была и Иркутская область.

### После распада СССР
В 1991—1997 годах главой администрации Иркутской области был Юрий Абрамович Ножиков.
С принятием Конституции России 1993 года, Иркутская область стала субъектом Российской Федерации.
В марте 1994 года в Иркутской области состоялись первые выборы в Законодательное собрание Иркутской области. Было избрано 45 депутатов первого созыва. Одновременно состоялись выборы губернатора Иркутской области. Первым губернатором стал Юрий Ножиков. В 1995 году принят Устав Иркутской области.
В 1997—2005 годах губернатором Иркутской области был Борис Александрович Говорин.
В 2000 году был создан Сибирский федеральный округ с центром в Новосибирске, в состав которого вошли все сибирские регионы России, в том числе и Иркутская область.

## XXI век и настоящее время
С 2002 года в Иркутске проводится Байкальский международный экономический форум раз в четыре года. С 2011 года Байкальский экономический форум проводится раз в два года.
В 2005—2008 годах главой Иркутской области был Александр Георгиевич Тишанин.
11 октября 2005 года между властями Иркутской области и Усть-Ордынского Бурятского автономного округа в посёлке Усть-Ордынский был подписан договор об объединении территорий.
Новый субъект РФ носит название «Иркутская область» и является правопреемником обоих субъектов. Усть-Ордынский Бурятский автономный округ входит в его состав с особым административным статусом и именуется Усть-Ордынский Бурятский округ.
11 октября 2005 года парламенты Иркутской области и Усть-Ордынского Бурятского автономного округа приняли обращение к президенту РФ «Об образовании нового субъекта Федерации». 16 апреля 2006 года состоялся референдум по объединению Иркутской области и Усть-Ордынского Бурятского АО, в результате которого 1 января 2008 года Усть-Ордынский Бурятский автономный округ вошёл в состав Иркутской области.
С 22 ноября 2008 года по 10 мая 2009 года главой Иркутской области был Игорь Эдуардович Есиповский, который 10 мая 2009 года трагически погиб во время крушения вертолёта Bell 407.
С 8 июня 2009 года по 18 мая 2012 года губернатором Иркутской области был Дмитрий Фёдорович Мезенцев.
С 18 мая 2012 года по 2 октября 2015 года областью руководил Сергей Владимирович Ерощенко.
Со 2 октября 2015 года областью руководит Сергей Георгиевич Левченко.
Летом 2019 года во время наводнения в Иркутской области погибло 22 человека, ущерб от паводка составил не менее 29 млрд рублей.